# Медицина праці
Медицина праці (професійна медицина, раніше промислова медицина) — це галузь медицини, яка займається підтримкою здоров'я на робочому місці, включаючи профілактику та лікування захворювань і травм, а також підвищенням продуктивності й соціальною адаптацією на робочому місці.
Медицина праці активно працює в галузі охорони праці, а також відноситься до гігієни праці. Фахівці МП працюють над тим, щоб забезпечити досягнення та підтримку найвищих стандартів охорони праці та безпеки на робочому місці. Хоча МП може охоплювати велику кількість дисциплін, вона зосереджується на профілактичній медицині та лікуванні захворювань, травм та інвалідності, пов'язаних з роботою. Лікарі з професійної медицини повинні мати широкі знання клінічної медицини та бути компетентними в деяких важливих областях. Вони часто консультують міжнародні організації, урядові та державні установи, організації та профспілки. Існують контекстуальні зв'язки з фізичною медициною та реабілітацією та страховою медициною. Останнім часом, оскільки кількість хворих на психологічні захворювання збільшується, медицина праці все більше зосереджується на вирішенні цих професійних ризиків.

## Завдання
Медицина праці спрямована на запобігання захворюванням і сприяння оздоровленню працівників. Лікарі з охорони праці повинні:
- Мати знання про потенційну небезпеку на робочому місці, включаючи токсичні властивості використовуваних матеріалів.
- Вміти оцінити працездатність співробітника.
- Вміти діагностувати та лікувати професійні захворювання та травми.
- Знати про методи реабілітації, медико-санітарну освіту та державні закони та нормативні акти, що стосуються гігієни робочого місця та навколишнього середовища.
- Вміти керувати наданням медичних послуг.[7]

## Історія
Перший підручник з медицини праці «De Morbis Artificum Diatriba» (Хвороби робітників) був написаний італійським лікарем Бернардіно Рамацціні в 1700 році.

## Державні органи

### Україна
- Інститут медицини праці імені Ю. І. Кундієва НАМН України

### Сполучені Штати
- Національний інститут безпеки та гігієни праці (NIOSH)
- Управління з охорони праці (OSHA)

## Неурядові організації

### Міжнародні
- Міжнародна організація праці (ILO)
- Міжнародна комісія з гігієни праці (ICOH)

### Канада
- Фахівці з медицини праці Канади

### Велика Британія
- Факультет медицини праці

### Сполучені Штати
- Американський коледж професійної та екологічної медицини (ACOEM)
- Американський остеопатичний коледж професійної та профілактичної медицини (AOCOPM)

### Європа
- Європейське товариство медицини навколишнього середовища та праці (EOM)

### Австралазія
- ANZSOM Австралія
- ANZSOM Нова Зеландія